# Elsa Malmquist
Jeanette Elsa Sophie Malmquist, född 19 oktober 1886 i Stockholm, död 26 december 1977 i Falun, var en svensk målare och tecknare.
Hon var dotter till statsgeodenten och författaren Henning Melander och Ebba Olin och från 1908 gift med professor Axel Johannes Malmquist samt mor till Ova Malmquist. Hon studerade konst vid Tekniska skolan i Stockholm samt privata studier för Emma Toll och Gerda Tirén samt under studieresor till bland annat London, Paris och Hamburg. Separat ställde hon ut i Huddinge och på Fornby folkhögskola. Tillsammans med sin son ställde hon ut på Umeå museum 1945. Hennes konst består av stilleben, blomstermotiv och landskapsbilder samt affischer och gratulationsadresser. Malmquist är representerad vid Västerbottens museum i Umeå.